# کرفت فودز
کرفت فودز (به انگلیسی: Kraft Foods) شرکت صنایع غذایی آمریکایی چندملیتی بود، که در سال ۱۹۰۳ توسط جیمز ال. کرفت تأسیس شد.
کرفت فودز گروه شرکت‌های تولید و ارائه‌کننده مواد غذایی، در آمریکای شمالی بود، که در صنایع دیگر نیز، فعالیت می‌نماید، که از این لحاظ، به عنوان یک شرکت خوشه‌ای محسوب می‌شد. دفتر مرکزی این شرکت، در نورت‌فیلد، ایلی‌نوی، شیکاگو قرار داشت و بخشی از سهام آن در بازار بورس نزدک معامله می‌شد.